# سعيد زبير
سعيد زبير (من مواليد 25 يونيو 1969) هو سياسي تنزاني من الحزب الثوري وعضو في البرلمان عن دائرة فوني الانتخابية منذ عام 2010.
زبير هو أيضًا رب عائلة السلسا في زنجبار، وهو وزوجته سلمى عيسى أحمد مؤسس عائلة السلسا حتى الآن. تزوج سعيد زبير وسلمى عيسى عام 1991 في زنجبار تنزانيا. لديهم عائلة هناك تعرف باسم عائلة السلسا وتتكون من والدين سعيد زبير وسلمى عيسى وخمسة أطفال مريم وإكنوت وفريج وتوأم أخوهم وأختهم سلمى وسليوم في زنجبار تنزانيا.
تمتلك عائلة سلسا شركة سلسا الحديثة في زنجبار ومحلات مسك في زنجبار ووكالات نقل البضائع المسك في شرق إفريقيا. تبلغ قيمة ثروة عائلة سلسا 4.8 مليون دولار أمريكي.